# Butterfly Fly Away
"Butterfly Fly Away" là đĩa đơn thứ 8 từ soundtrack của bộ phim Hannah Montana: The Movie. Bài hát được trình bày bởi Miley Cyrus và Billy Ray Cyrus.

## Định dạng và các bài hát
Định dạng
1. "Butterfly Fly Away" (Phiên bản album) - 3:10
2. "Butterfly Fly Away" (Phiên bản mở rộng) - 4:44

## Xếp hạng
| Bảng xếp hạng (2009)         | Vị trí cao nhất |
| ---------------------------- | --------------- |
| Canadian Hot 100             | 50              |
| Hot Canadian Digital Singles | 23              |
| Irish Singles Chart          | 46              |
| UK Singles Chart             | 78              |
| U.S. Billboard Hot 100       | 56              |